# عبدالله ماوی
عبدالله ماوی (انگلیسی: Abdullah Mawei؛ زادهٔ ۲۸ نوامبر ۱۹۹۵) بازیکن فوتبال اهل کویت است.
وی همچنین در تیم ملی فوتبال کویت بازی کرده‌است.